# Mati Karmin
Mati Karmin (* 26. Februar 1959 in Tartu) ist einer der bekanntesten zeitgenössischen estnischen Bildhauer.

## Leben und Kunst
Mati Karmin wurde als Sohn eines Agrarwissenschaftlers geboren. Er schloss 1986 sein Studium am Staatlichen Kunstinstitut der Estnischen SSR (Eesti NSV Riiklik Kunstiinstituut) in der estnischen Hauptstadt Tallinn ab. Von 1986 bis 1997 war er Dozent an der Estnischen Kunstakademie (Eesti Kunstiakadeemia).
Von 1992 bis 1995 war Karmin Präsident des Estnischen Künstlerverbands (Eesti Kunstnike Liit), dem er 1988 beigetreten war. Seit dem Jahr 2000 unterrichtet Karmin an der Höheren Kunstschule Tartu (Tartu Kõrgem Kunstikool), seit 2001 mit dem Titel eines Professors.
Karmin debütierte 1981 mit seiner Skulptur Militaar-rebane („Der Militär-Fuchs“) aus korrodiertem Altmetall. Er ist vor allem für seine Monumentalplastiken und -skulpturen im öffentlichen Raum gekannt geworden. Karmin hat seit den 1980er Jahren zahlreiche Denkmäler in Estland gestaltet. Bevorzugte Materialien sind Gips, Bronze, Stein und Holz. Für sein Werk wurde ihm 1993 der Kristan-Raud-Preis verliehen.
Seit vielen Jahren beschäftigt sich Mati Karmin mit alten Seeminen im Norden Estlands, vor allem auf den Inseln vor dem estnischen Festland. Karmin gestaltet diese Überreste des Zweiten Weltkriegs zu Metall-Kunstobjekten um, insbesondere zu möbelartigen Stücken (miinimööblid). Ein ehemaliges sowjetisches Militärfahrzeug mit einem großen Raketen-Phallus ist eines der bekanntesten und skurrilsten Großobjekte Karmins.
Die Stadt Tartu ernannte Karmin im Januar 2024 zum Ehrenbürger und verlieh ihm gleichzeitig die Auszeichnung Tartu Suurtäht (dt. etwa: Großer Stern von Tartu).

## Werke (Auswahl)
- Bronzeskulptur Backhos (1987)

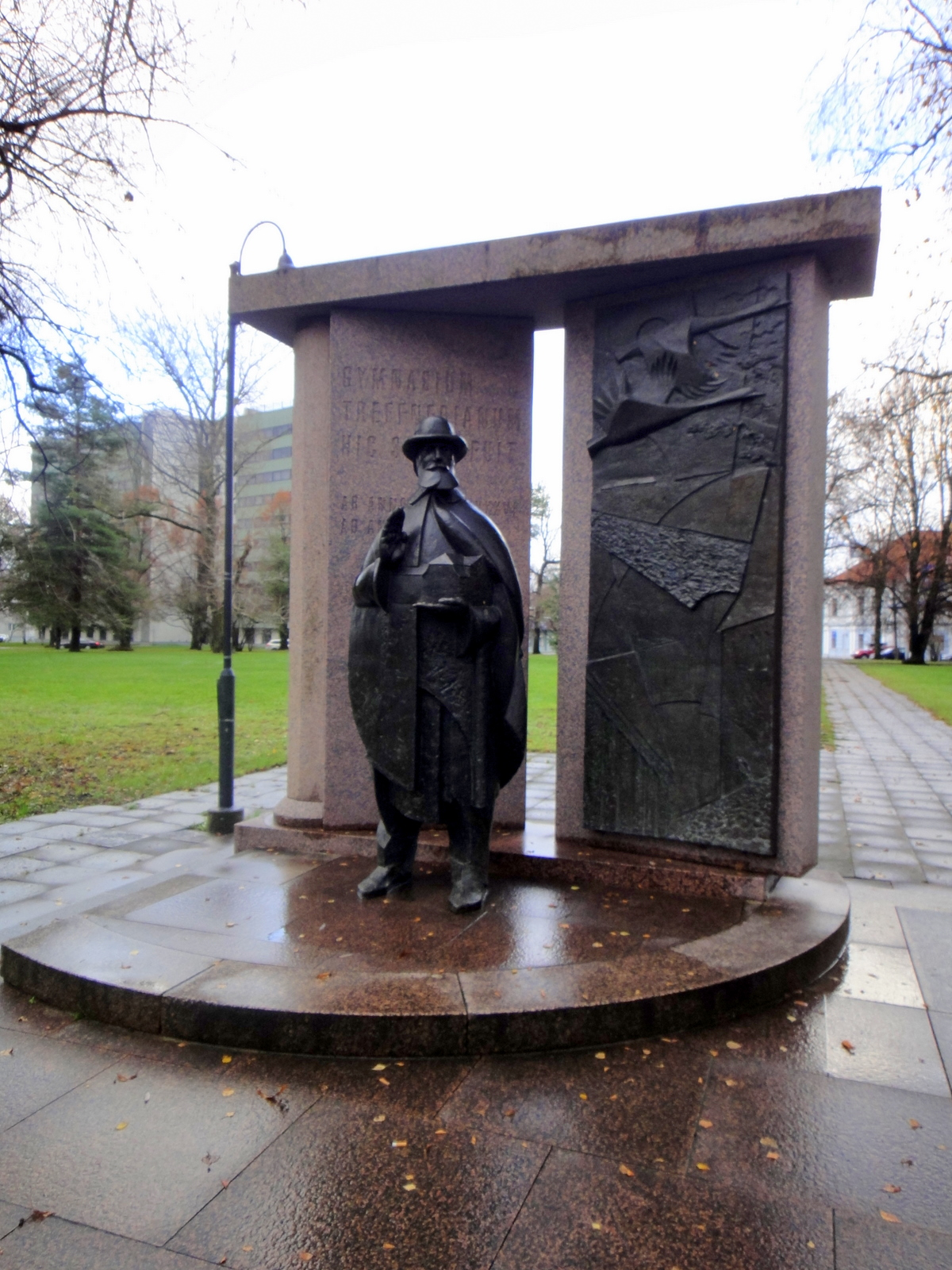
Hugo-Treffner-Denkmal in Tartu

- Denkmal in Tallinn-Pirita für den US-amerikanischen Flugpionier Charles Leroux (1856–1889), der in der Tallinner Bucht tödlich verunglückte (1989)
- Büste des Bürgermeisters Oskar Brackmann (Pärnu, 1991)
- Ingel („Der Engel“) aus Bronze und Granit (1992)
- Denkmal für die beim Untergang des Fährschiffes Estonia Ertrunkenen (Tahkuna/Insel Hiiumaa, 1995)
- Büste Alfred Neulands (Valga, 1995)
- Marmorvertäfelung des Tallinner Krematoriums (1996)
- Denkmal für Hugo Treffner (Tartu, 1996)
- Büste des Schriftstellers Andres Saal (Tori, 1997)
- Denkmal für die beim Untergang der Estonia Ertrunkenen (Pärnu, 1997)
- Springbrunnen Suudlevad tudengid („Die küssenden Studenten“) auf dem Rathausplatz von Tartu (1997)
- Denkmal für Carl Robert Jakobson (Viljandi, 1997)
- Figurengruppe auf dem Tartuer Ropka-Friedhof zur Erinnerung an den Estnischen Freiheitskrieg
- Denkmal für den estnischen Politiker und Verleger Jaan Tõnisson (Tartu, 2001)
- Reiterstandbild des Heiligen Georg (Tori, 2003)
- Denkmal für den Rennfahrer Michael Park (Tallinn-Pirita, 2006)
- Metallrakete Ruja (Haapsalu, 2007)
- Denkmal für den Publizisten Johann Voldemar Jannsen (Pärnu, 2007)
- Denkmal für Juri Lotman (Tartu, 2007)
- Skulptur Pronkssiga („Das Bronzeschwein“) zur 70-Jahr-Feier des Markts von Tartu (2008)